# Айдарський іхтіологічний заказник (Новопсковський район)
Айдарський — один з об'єктів природно-заповідного фонду Луганської області, іхтіологічний заказник місцевого значення.

## Розташування
Іхтіологічний заказник розташований в Новопсковському районі Луганської області. Займає ділянку річки Айдар від кордону зі Старобільським районом до північної околиці села Риб'янцеве з прибережною смугою.

## Історія
Іхтіологічний заказник місцевого значення «Айдарський» в Новопсковському районі оголошений рішенням Луганської обласної ради народних депутатів № 2/53 від 30 травня 2002 року.

## Загальна характеристика
Площа іхтіологічного заказника «Айдарський» становить 192,0 га. Заказник має велике значення для збереження популяцій риб, що піднімаються на нерест із Сіверського Дінця та Дону.

## Іхтіофауна
На ділянці річки Айдар, що входить до заказника, мешкають рідкісні види риб, занесені до Червоної книги України: мінога українська, вирезуб та ялець Данилевського.

## Галерея

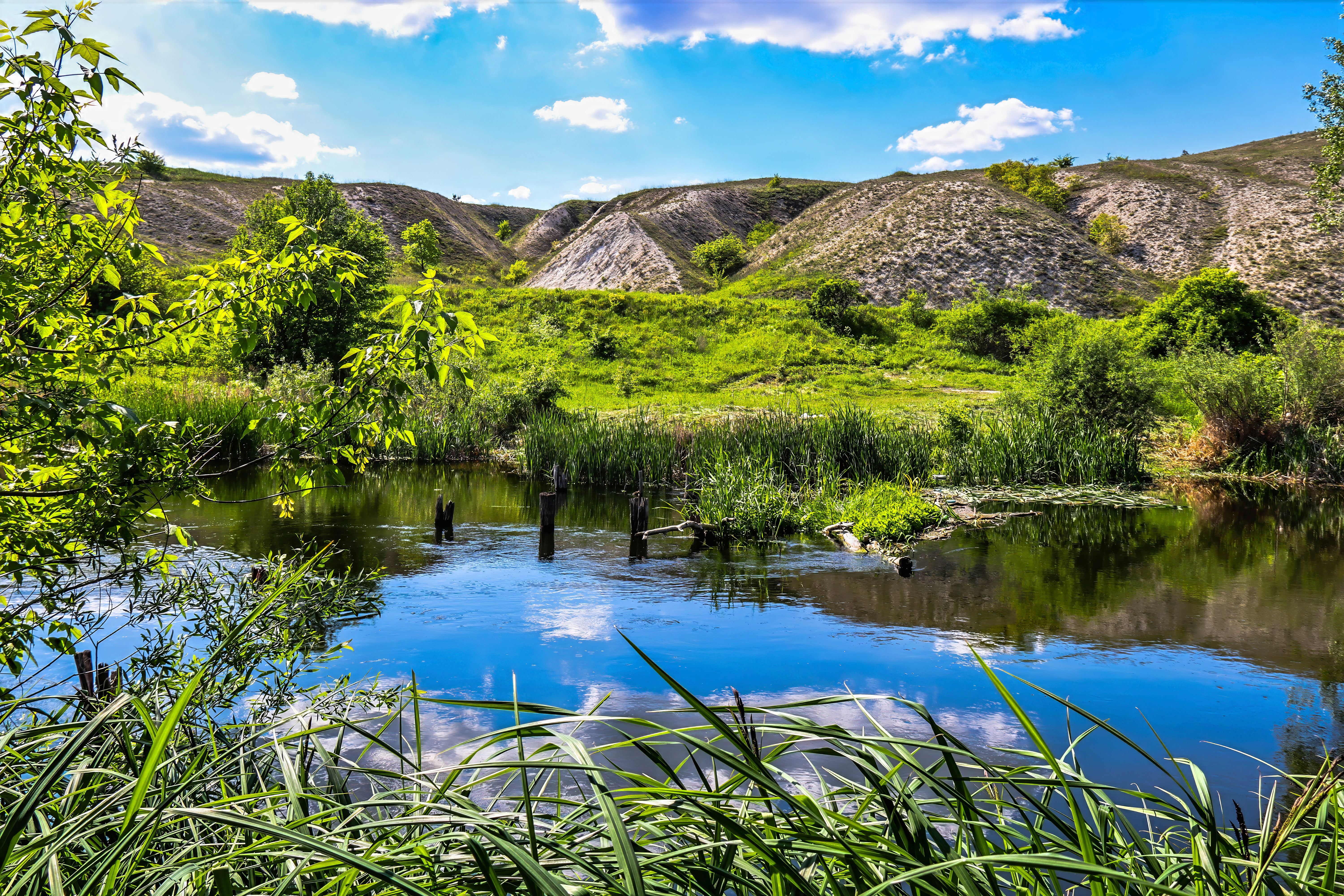
Заказник у травні 2021
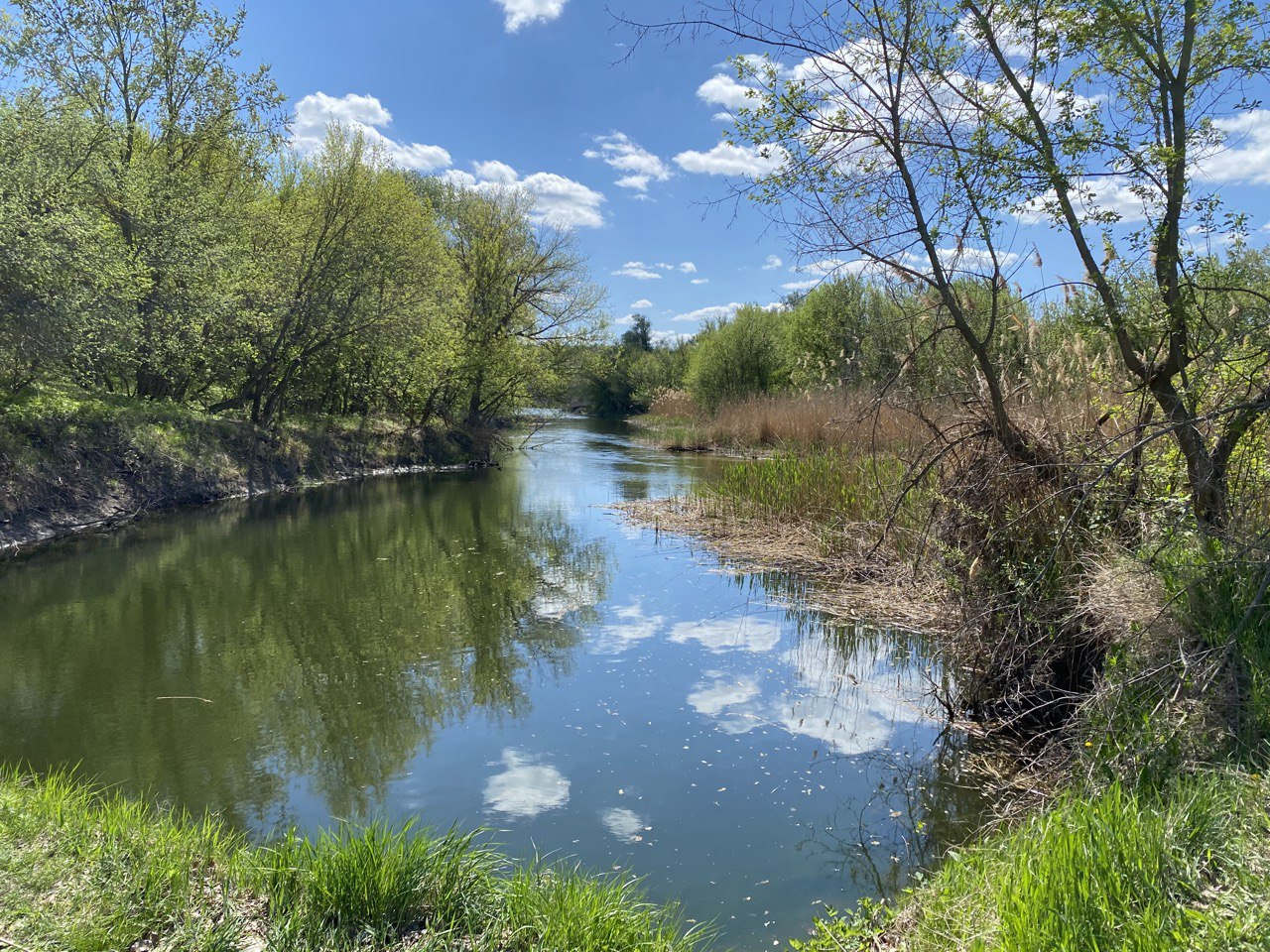
Заказник у травні 2021
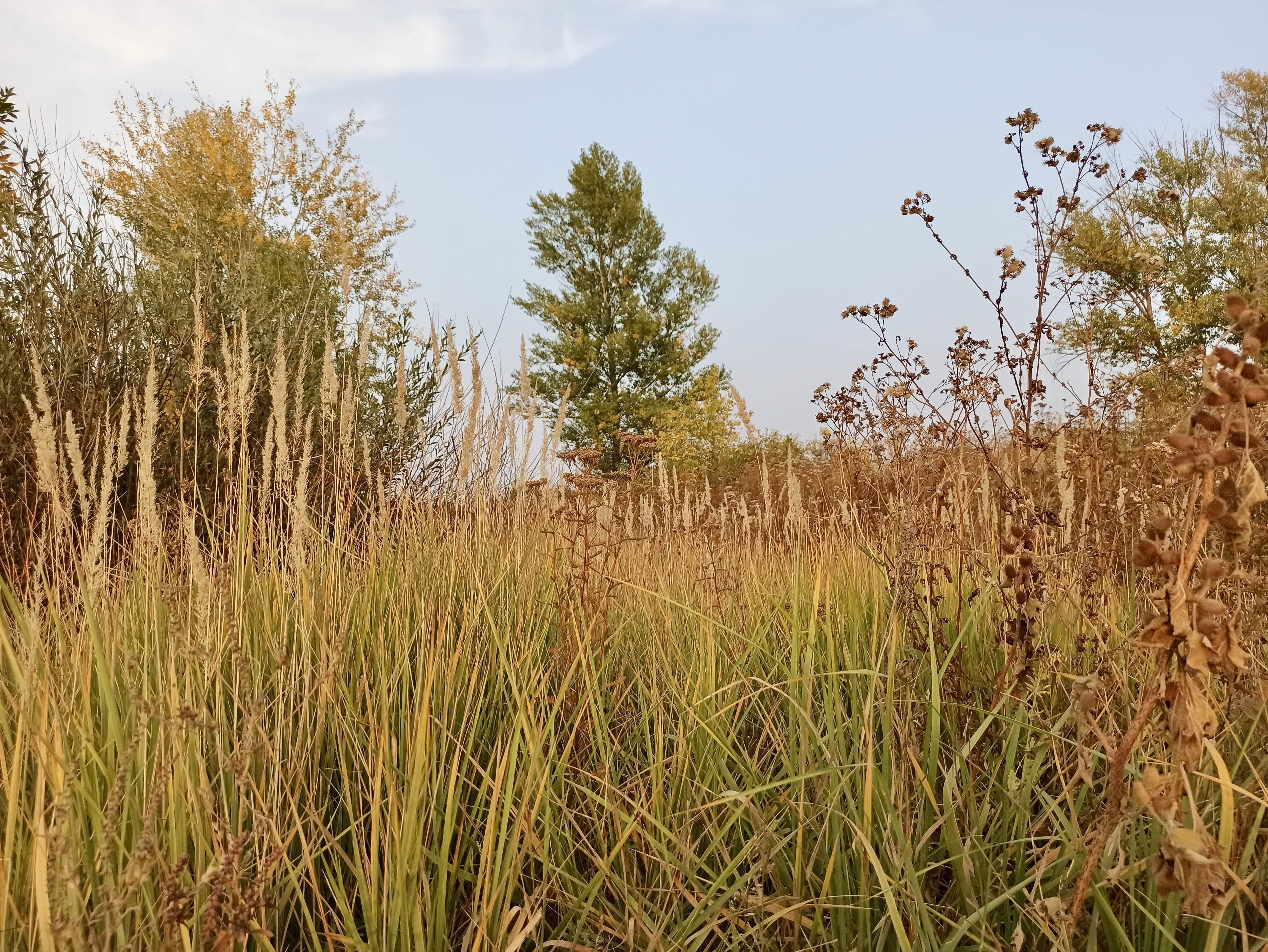
Заказник у вересні 2020
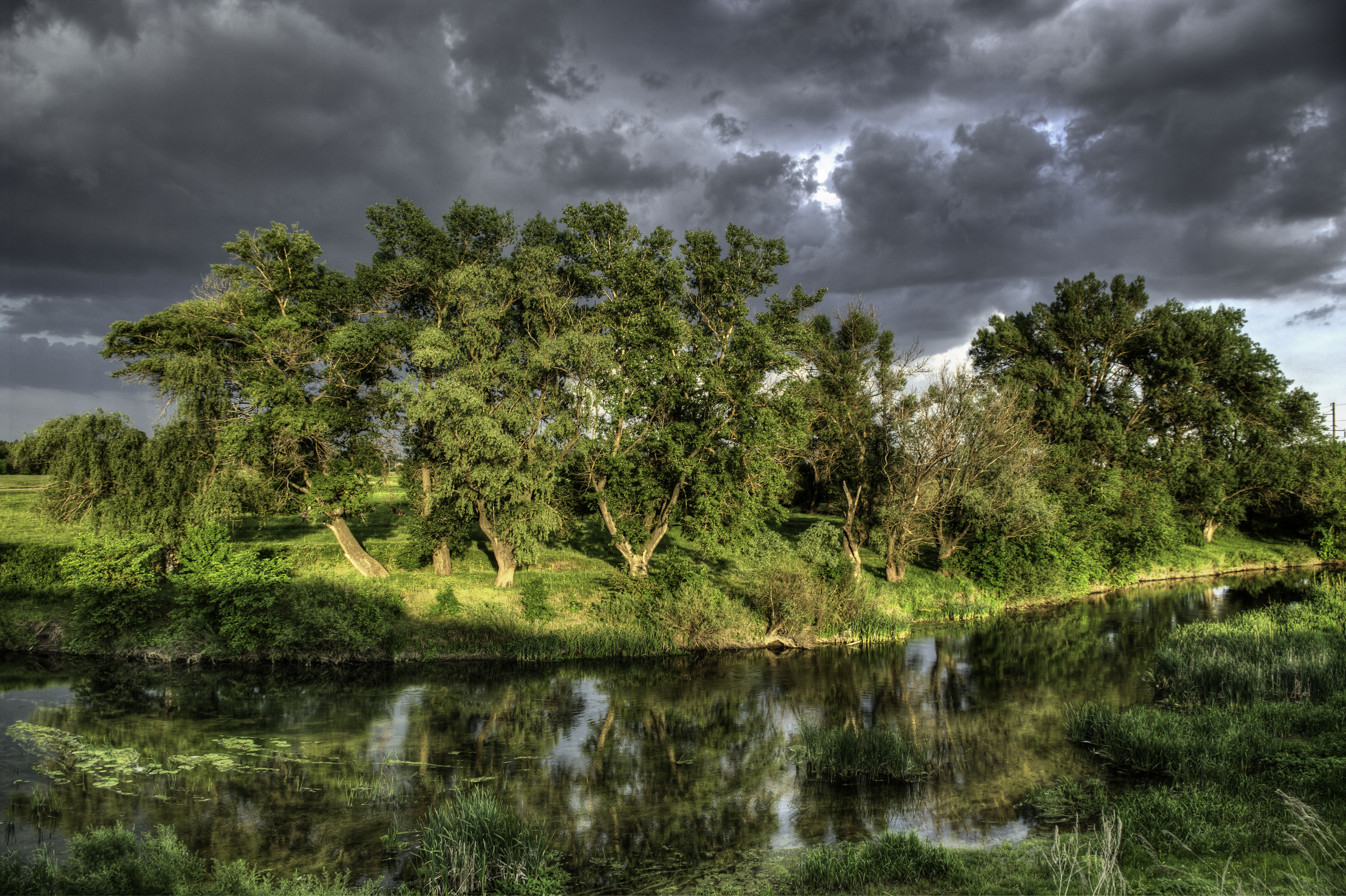
Заказник у травні 2015
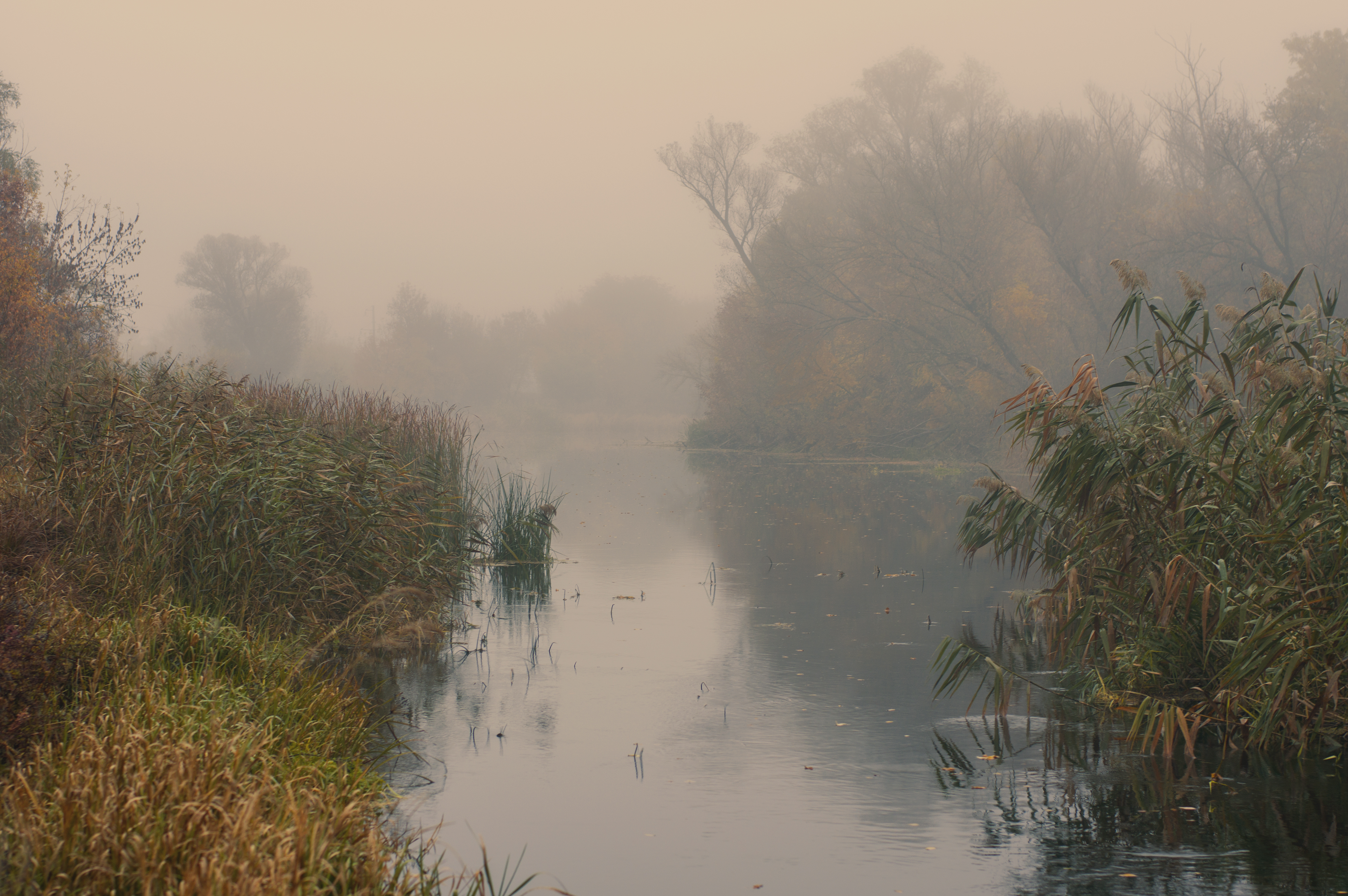
Заказник у жовтні 2016
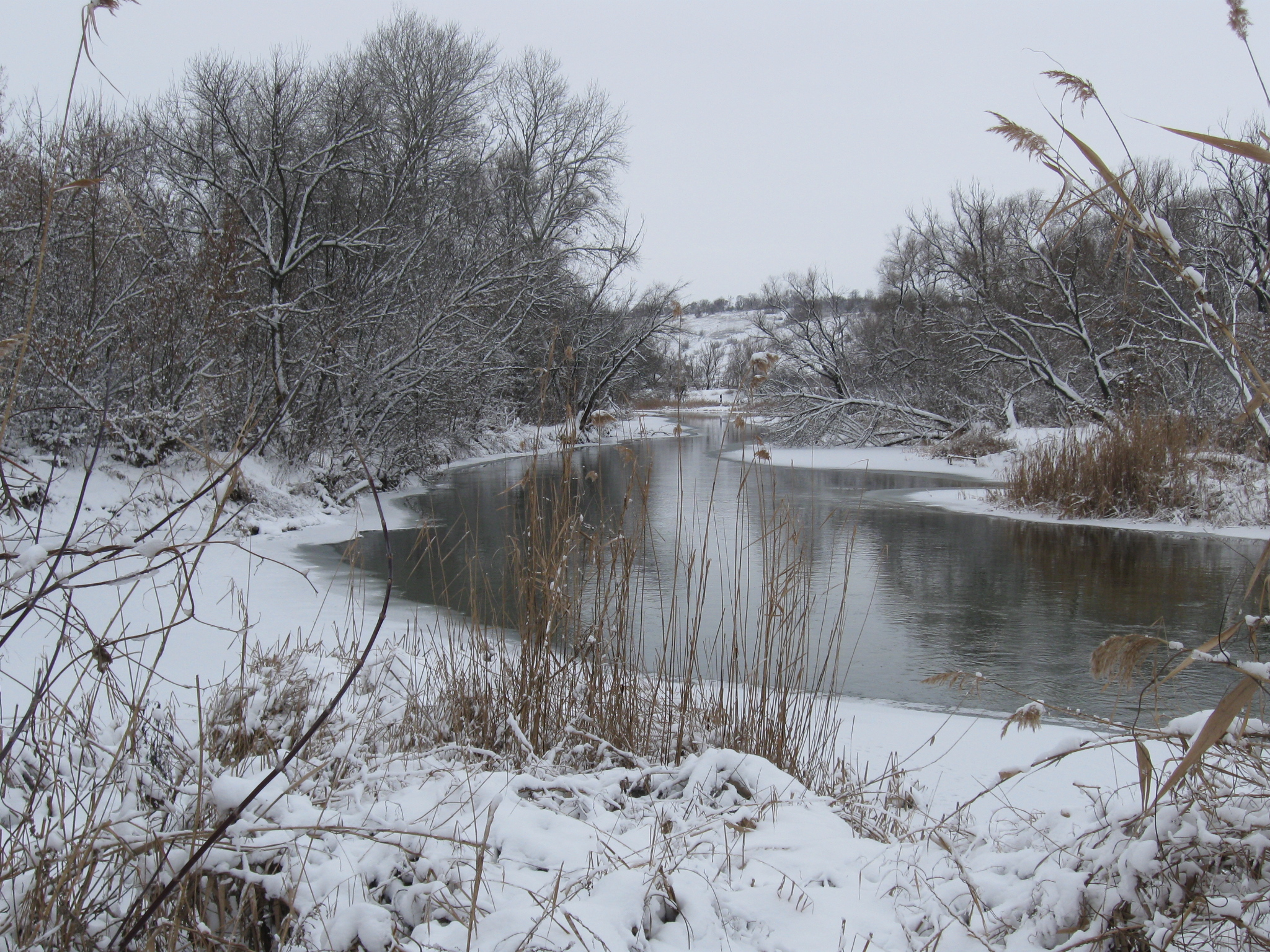
Заказник у січні 2011